# Cerro Pabellón (norra Potosí)
Cerro Pabellón är ett berg i Bolivia.   Det ligger i departementet Potosí, i den sydvästra delen av landet, 400 km sydväst om huvudstaden Sucre. Toppen på Cerro Pabellón är 4 257 meter över havet, eller 118 meter över den omgivande terrängen. Bredden vid basen är 1,1 km.
Terrängen runt Cerro Pabellón är varierad. Trakten runt Cerro Pabellón är nära nog obefolkad, med mindre än två invånare per kvadratkilometer.. Det finns inga samhällen i närheten. 
Omgivningarna runt Cerro Pabellón är i huvudsak ett öppet busklandskap.